# Zagadki sejmowe
Zagadki sejmowe – epigramaty mające postać zagadek, przedstawiających portrety, zwykle satyryczne, posłów Sejmu Czteroletniego i innych ówczesnych osobistości.
Epigramaty rozpowszechnianie były anonimowo w kopiach rękopiśmiennych, najczęściej w Warszawie, ale trafiały też na prowincję. Wersje utworów zmieniały się zależnie aktualnej sytuacji. Epigramaty zawierały pozytywną lub krytyczną ocenę działalności różnych posłów. Miały na celu kształtowanie opinii publicznej i wpływanie na postawy i zachowania szlachty. Zachowało się ok. 250 utworów.